# Clube Desportivo Sete de Setembro
O Clube Desportivo Sete de Setembro, também chamado de Sete de Dourados, é um clube brasileiro de futebol com sede em Dourados, no estado de Mato Grosso do Sul.

## História
A história do Sete de Setembro começou em 7 de setembro de 1994, no aniversário da independência do Brasil, recebendo esse nome em homenagem. Embora ter sido fundado nesta data, ganhou o status profissional em 2005, com sua participação na segunda divisão estadual daquele ano, onde venceu o Coxim na decisão por 1–0 (agregado), garantindo o acesso. Estreou na primeira divisão em 2006, mas não realizou uma boa campanha, terminando na antepenúltima posição na primeira fase.
Em 2007, não conseguiu avançar de fase, nem 2008, onde terminou em antepenúltimo em seu grupo. Em 2009, avançou de fase, porém, foi eliminado na terceira fase. Durante esse período, conquistou dois títulos Sub-16 da Copa MS, representando Dourados. Entre 2010 e 2011, não avançou de fase. Em 2012, avançou de fase, mas foi eliminado logo nas quartas-de-final para o SERC. No mesmo ano, o clube alterou seu nome para "Sete de Dourados". Em 2013, repetiu o feito, sendo eliminado pelo CENE. Em 2014 e 2015, não avançou de fase.

### Título estadual e estreia nacional
O maior título da história do Sete de Dourados é o Campeonato Sul-Mato-Grossense de 2016, quando venceu, na final, o Comercial de Campo Grande. Na ida, em Dourados, o clube venceu por 2 a 1. Na segunda partida, em Campo Grande, uma nova vitória por 2 a 0 fez com que o Sete de Dourados conquistasse o seu primeiro título da Primeira Divisão do Estado.
O título estadual de 2016 lhe deu a vaga na Copa Verde de 2017 e na Copa do Brasil de 2017. Foi primeira vez que o clube disputou uma competição regional, bem como o maior torneio mata-mata de clubes do país. 
Na Copa Verde de 2017, o Sete foi eliminado ainda na Fase Preliminar, pela equipe do Ceilândia, após empatar no Estádio Douradão (1 a 1) e ser derrotado no Abadião (3 a 0).
Na Copa do Brasil de 2017, na Primeira Fase, o clube avançou ao eliminar o tradicional River-PI, vencendo a partida em casa pelo placar de 1 a 0. Na Segunda Fase, o Sete mais uma vez escreveu seu nome nos anais da história esportiva, ao enfrentar, pela primeira vez em sua curta trajetória como clube de futebol profissional, uma equipe que disputa o Campeonato Brasileiro de Futebol - Série A: o Sport Club do Recife. Foi eliminado da competição após sofrer 3 x 0 pelo clube pernambucano, em jogo disputado na Ilha do Retiro.

## Estádio
O Clube Desportivo Sete de Setembro manda seus jogos no Estádio Fredis Saldivar, apelidado de Douradão. O estádio tem capacidade máxima para 30.000 pessoas.

Escudo antigo

## Títulos

### Principais
| ESTADUAIS | ESTADUAIS                               | ESTADUAIS | ESTADUAIS  |
|           | Competição                              | Títulos   | Temporadas |
| --------- | --------------------------------------- | --------- | ---------- |
|           | Campeonato Sul-Mato-Grossense           | 1         | 2016       |
|           | Campeonato Sul-Mato-Grossense - Série B | 1         | 2005       |

### Categorias de base
- Campeonato Sul-Mato-Grossense - Sub-14: 2010
- Campeonato Sul-Mato-Grossense - Sub-16: 2008 e 2009
- Copa João Ângelo Mirim: 2018[28]

## Estatísticas

### Participações
|  | Participações em 2024 |

| Competição         | Competição                    | Temporadas | Melhor campanha     | Estreia | Última | P | R |
| Mato Grosso do Sul | Campeonato Sul-Mato-Grossense | 14         | Campeão (2016)      | 2006    | 2019   |   | 1 |
| Mato Grosso do Sul | Série B                       | 3          | Campeão (2005)      | 2004    | 2024   | 1 |   |
|                    | Copa Verde                    | 1          | 1ª fase (2017)      | 2017    | 2017   |   |   |
| Brasil             | Série D                       | 2          | 25º colocado (2016) | 2016    | 2017   | – |   |
| Brasil             | Copa do Brasil                | 1          | 2ª fase (2017)      | 2017    | 2017   |   |   |